# 奥斯汀·史蒂文斯
奥斯汀·史蒂文斯（1950年5月19日—）是一名南非爬虫两栖类学家、摄影师、电影制作人及作家，以拍摄有关蛇的纪录片《奥斯汀·史蒂文斯：最致命的》（Austin Stevens: Most Deadly）而知名。

## 生平
1950年，史蒂文斯出生在南非比勒陀利亚，12岁时，他对蛇产生了浓厚的兴趣，当他完成学业的时候，他已经收集了世界各地奇异的、有毒的爬行动物物种。
史蒂文斯的母亲还是姑娘的时候，在一次车祸中失去了肺，后来经常生病，当史蒂文斯30多岁时，他的母亲去世；他的父亲从事打字机修理，他的祖父来自英格兰布里斯托尔，名叫奥斯汀·詹姆斯·史蒂文斯，是一个摩托汽车公司的开创者，他乘小船从英格兰来到了非洲。
19岁时，史蒂文斯参军成为士兵，曾参加过南非與安哥拉間的边境之战，在军队中，他负责清除毒蛇的工作。

### 参军后
史蒂文斯喜欢骑摩托车，养成了“我行我素”的性格，因1974年的世界摩托车比赛爆发事故，他放弃了摩托车事业，随后变得日益消沉，而约翰内斯堡附近德兰士瓦蛇公园的动物们点燃了他生活的激情，他在那里度过了6年艰苦的学习、实习和培训，成为了一名爬行动物学家。

### 摄影师和电影制作人
当史蒂文斯离开德兰士瓦蛇公园之后，他去德国帮助一个动物园的建设，完成之后回到了非洲。为了拯救非洲大猩猩，他和36种最毒的、最危险的蛇呆在笼子里107个昼夜，以取得社会公益动物保护基金，在第96天，他被笼子里的眼镜蛇咬伤，人们认为他会离开笼子去治疗，但是他却继续呆在笼子里，即使病得很厉害，却坚持完成了107天，创造了吉尼斯世界纪录（记录在《吉尼斯世界纪录大全》动物记录），至今仍然没有被人复制或打破，因为这次经历，他写出了《蛇在我床上》（Snakes in my Bed）。
之后，史蒂文斯来到了纳米比亚，从事野生动物的摄影和电影制作。
虽然史蒂文斯没有受过任何职业的摄影培训，也没有优质的相机镜头，但是他更愿意使他的工具包紧凑，为了追求图片效果，他一般使用佳能的佳能 EOS 300D、三星的三星 Pro815、宾得的宾得 K10D和索尼。

## 个人生活
2007年12月，史蒂文斯和澳大利亚女子艾米结婚，她是他的第二任妻子。

## 作品

### 纪录片
- Dragons Of the Namib
- Africa's Deadliest Dozen
- Die Natur der Schlange（The Nature of Snakes）
- 中国中央电视台《人物》栏目《世界蛇王：奥斯汀·史蒂文斯》、《拯救黑曼巴蛇》、《寻找眼镜王蛇》、《寻找南美巨水蟒》、《寻找大蜥蜴》、《追踪食人怪蟒》、《七次致命的攻击》、《寻找科莫多龙》[2]

### 书籍
- . Penguin. 1992 （英语）.
- . Noir Publishing. 2007. ISBN 978-0-9536564-6-2 （英语）.

### 碟片
- Snake Bite - In Search Of The King Cobra
- Austin Stevens: Snakemaster